# レスピラトリーキノロン
レスピラトリーキノロン（Respiratory Quinolone）は、ニューキノロン系抗菌薬のことである。
呼吸器組織（上気道も含む）への移行が良好で、ほとんどすべての主要呼吸器感染症起炎菌に対し優れた抗菌活性を有し、とりわけペニシリン耐性菌（PRSP）を含む肺炎球菌への抗菌活性が強化されている。
日本での処方薬としては、ジェニナック、アベロックス、グレースビット、クラビット、オゼックスがある。
厚生労働省の薬食審医薬品第二部会は2019年8月23日、杏林製薬のキノロン系抗菌薬ラスビック錠（一般名：ラスクフロキサシン）の製造を了承した。2020年1月8日発売。